# Joséphine de Meaux
Pour les articles homonymes, voir Meaux (homonymie).
Joséphine de Meaux, actrice française, est née le 23 janvier 1977 à Boulogne-Billancourt (Hauts-de-Seine).

## Biographie

### Formation et révélation comique
Elle est la fille de Charles-Antoine de Meaux et de Christine Lenglet. Elle a deux frères et une sœur. Passionnée de comédie depuis qu'elle est toute petite (elle monte sur les planches alors qu'elle a à peine 10 ans), elle fait ses armes dans les cours de théâtre à 17 ans, puis fait ses études au Conservatoire national supérieur d'art dramatique entre 1999 et 2002, jouant de nombreuses pièces sous la direction de professionnels.
En 2006, le large succès critique et commercial de la comédie familiale Nos jours heureux avec notamment Omar Sy et Jean-Paul Rouve, la révèle en jeune animatrice de colonie de vacances d'abord introvertie, puis jurant comme un charretier.
2008 est pour Joséphine de Meaux l'année de toutes les retrouvailles : avec Marilou Berry, à qui elle fait subir des avanies dans Vilaine ; avec le duo Nakache-Toledano, qui lui fait tourner Tellement proches aux côtés de Vincent Elbaz et d'une nouvelle fois Omar Sy ; enfin avec Marc Rivière, qui l'avait dirigée dans le téléfilm Tragédie en direct et qu'elle a rejoint pour La Reine et le Cardinal. Joséphine de Meaux n'abandonne pas le théâtre, puisqu'on la voit en janvier 2009 dans Le Bug de Richard Strand.
L'année 2010 la voit évoluer dans les comédies Thelma, Louise et Chantal, de Benoît Pétré, et Poupoupidou, de Gérald Hustache-Mathieu, qui lui vaut d'excellentes critiques, et notamment une nomination au prix du meilleur second rôle au Festival Jean Carmet.

### Confirmation et virage dramatique
En 2011, elle confirme commercialement en participant à quatre comédies: d'abord en tête d'affiche féminine de la comédie pour enfants L'élève Ducobu, face à Elie Semoun et sous la direction de Philippe de Chauveron, puis en tenant un second rôle, celui de Joséphine Jourdain, dans Case départ, co-réalisée par Thomas Ngijol, Fabrice Éboué et Lionel Steketee. Enfin, elle fait partie de la distribution du phénomène Intouchables, pour lequel elle retrouvait le tandem qui l'a révélée cinq ans plus tôt, Éric Toledano et Olivier Nakache. L'année se conclut sur la sortie de la comédie dramatique La délicatesse, où elle joue la meilleure amie de l’héroïne incarnée par Audrey Tautou.
En 2012, elle redevient Mlle Rateau pour Les Vacances de Ducobu, de nouveau devant la caméra de Philippe de Chauveron, mais elle tient aussi, et pour la première fois, le premier rôle d'un long-métrage : ce sera pour le drame décalé Le jour de la grenouille, écrit et réalisé par Béatrice Pollet.
En 2013, elle confirme ce passage vers un cinéma plus dramatique en faisant partie de la bande d'actrices réunie par Mona Achache pour sa comédie dramatique générationnelle, Les gazelles. Aux côtés de Camille Chamoux, Audrey Fleurot et Anne Brochet.
Elle tourne cependant peu par la suite, se concentrant sur des projets ambitieux, souvent des drames : en 2015, elle est à l'affiche du drame Dheepan, le septième long-métrage de Jacques Audiard, mais également de La Vie en grand, première réalisation d'un directeur de la photographie d'Audiard, Mathieu Vadepied. De même, en 2017, elle fait confiance à un autre jeune cinéaste, en jouant dans le premier film de l'acteur Vincent Macaigne, Pour le réconfort.

### Réalisation
En 2019 sort le premier long métrage de Joséphine de Meaux, Les Petits Flocons. Le film s'inspire de sa propre expérience avec ce qu'elle appelle « le syndrome du moniteur de ski. »  C'est le deuxième film de la réalisatrice sur ce sujet, le premier La mélancolie des télésièges était un documentaire diffusé sur France 4 et TV5 Monde.

## Vie privée
Elle est la compagne de l’acteur de la troupe de Splendid, Bruno Moynot. [réf. nécessaire]

## Filmographie

### Actrice

#### Cinéma
- 2003 : Qui a tué Bambi ? de Gilles Marchand : l'infirmière muette
- 2005 : Les Amants réguliers de Philippe Garrel : ?
- 2006 : Nos jours heureux d'Éric Toledano et Olivier Nakache : Caroline
- 2007 : Jusqu'à toi de Jennifer Devoldère : l'hôtesse
- 2008 : Vilaine de Jean-Patrick Benes et Allan Mauduit : Blandine
- 2008 : L'Ennemi américain d'Orest Romero : Marie
- 2009 : Tellement proches d'Éric Toledano et Olivier Nakache : Roxane
- 2010 : Thelma, Louise et Chantal de Benoît Pétré : Sophie
- 2011 : Poupoupidou de Gérald Hustache-Mathieu : Cathy
- 2011 : L'Élève Ducobu de Philippe de Chauveron : Mlle Rateau
- 2011 : Case départ de Thomas Ngijol, Fabrice Éboué et Lionel Steketee : Joséphine Jourdain
- 2011 : Intouchables d'Éric Toledano et Olivier Nakache : Nathalie Lecomte
- 2011 : La Délicatesse de Stéphane et David Foenkinos : Sophie
- 2012 : Les Vacances de Ducobu de Philippe de Chauveron : Mlle Rateau
- 2012 : Le Jour de la grenouille de Béatrice Pollet : Anna Brahé
- 2013 : Les Gazelles de Mona Achache : Judith
- 2013 : Braconnière (moyen métrage) de Martin Tronquart : la gendarme
- 2015 : Dheepan de Jacques Audiard : la directrice de l'école
- 2015 : La Vie en grand de Mathieu Vadepied : la CPE
- 2017 : Pour le réconfort de Vincent Macaigne : Joséphine
- 2019 : Les Petits Flocons d'elle-même : Wanda
- 2021 : Les Fantasmes de David et Stéphane Foenkinos : Mélanie
- 2021 : Mes très chers enfants d'Alexandra Leclère : Valérie
- 2023 : Le Clan d'Éric Fraticelli : Jocelyne Bompart
- 2024 : N'avoue jamais d'Ivan Calbérac : Capucine
- 2024 : Silex and the City, le film de Jul et Jean-Paul Gigue : Carole Berthelot (voix)[4]
- 2024 : Un ours dans le Jura de Franck Dubosc : Florence

#### Télévision
- 2003 : Avocats et Associés, épisode Les Dieux du stade d'Alexandre Pidoux : Béatrice Vanoli
- 2005 : Joséphine, ange gardien, épisode Noble cause de Philippe Monnier : la factrice
- 2007 : Tragédie en direct de Marc Rivière : ?
- 2007 : Off Prime de Simon Astier et Christophe Fort : ?
- 2008 : La Reine et le Cardinal de Marc Rivière : Mme de Moteville
- 2010 : Pas de politique à table de Valérie Minetto : ?
- 2012 : Merlin, mini-série de Stéphane Kappes : Viviane
- 2020 - en cours : César Wagner d'Antoine Garceau : Frédérique Koehler
- 2020 : Le Bureau des légendes d'Éric Rochant : Fulvia (saison 5, épisode 6)
- 2022 : Platonique : Karen
- 2022 - en cours : Tout le monde ment d'Hélène Angel : Malory Servaz, la pirate informatique
- 2023 : Les Randonneuses, mini-série de Frédéric Berthe : Karen
- 2023 : Lycée Toulouse-Lautrec : Sophie

#### Séries d'animation
- 2014-2017 : Silex and the City : plusieurs personnages secondaires (création de voix)
- 2018-2022 : 50 Nuances de Grecs : la déesse Aphrodite (création de voix)

#### Publicité
- 2011 : Castorama

### Réalisatrice et scénariste
- 2012 : Crazy Pink Limo
- 2015 : La Mélancolie des télésièges, documentaire (initialement intitulé Le Syndrome du moniteur de ski[5])
- 2019 : Les Petits Flocons, long-métrage

## Théâtre

### Actrice
- 1998 : Parcours des premières insolences d'une révolution à venir d'auteurs méconnus du XVIIIe siècle, mise en scène Jean-Louis Martin-Barbaz, Studio Théâtre d'Asnières-sur-Seine
- 1998 : Beckett, Adamov : les insurgés de l'amertume de et mise en scène Edmond Tamiz, Studio Théâtre d'Asnières-sur-Seine
- 1999 : Les Amis d'Abe Kobo, mise en scène Abel Perraudin, Espace Kiron
- 1999 : ...W... de et mise en scène Vincent Macaigne, CNSAD
- 2000 : Minuscules de et mise en scène Judith Siboni, CNSAD
- 2000 : The Greeks de Mark Sanders et Ros Steen, mise en scène d'Alexander Gibson, l'Opera Studio de Glasgow
- 2001 : Feydeau Georges Courteline de et mise en scène par Virginie Vivès, CNSAD
- 2001 : Requiem de et mise en scène de Vincent Macaigne, CNSAD
- 2001 : Une noce d'après Anton Tchekhov, mise en scène de Sébastien Eveno, CNSAD
- 2001 : Voilà, ce que jamais je ne te dirai de et mise en scène de Vincent Macaigne, CNSAD
- 2002 : À Moscou ! À Moscou ! d'après Anton Tchekhov, mise en scène Joël Jouanneau, CNSAD
- 2002 : Ubu roi d'Alfred Jarry, mise en scène Claude Buchwald
- 2002 : Le Roi Cerf d'après Carlo Gozzi, mise en scène Joséphine de Meaux
- 2002 : Premiers jours de et mise en scène Pascal Sangla, Théâtre des Déchargeurs
- 2003 : Les Européens de Howard Barker, mise en scène Nathalie Garraud
- 2003 : Médée ou je ne t'aime plus mercredi d'après Euripide, mise en scène Joséphine de Meaux, tournée
- 2003 : Les Repas HYC de et mise en scène Christophe Huysman, Théâtre de la Bastille, tournée
- 2004 : Manque et autre textes de Sarah Kane, mise en scène Vincent Macaigne, Jeune théâtre national
- 2004 : Choses tendres de Marie de Beaumont, mise en espace Olivier Schneider
- 2004 : Qui ne travaille pas, ne mange pas de et mise en scène de Judith Depaule / cie Mabel Octobre, au Théâtre de Gennevilliers puis en tournée
- 2005 : Friche 22.66 de  et mise en scène de Vincent Macaigne, Théâtre de l'Odéon
- 2005 : L'Échange de Paul Claudel, mise en scène Joséphine de Meaux et Mériam Korichi, Théâtre d'Auxerre et Théâtre de Rungis
- 2007 : L'Équilibre de la croix de Valère Novarina, mise en scène Joséphine de Meaux, au Théâtre de Vincennes
- 2009 : Le Bug de Richard Strand, mise en scène Beata Nilska, Théâtre La Bruyère
- 2010 : La Dispute de Marivaux, mise en scène Muriel Mayette, Comédie-Française en tournée en France
- 2011 : La Pyramide de Copi, mise en scène Joséphine de Meaux, Théâtre des 5 diamants
- 2014 : Nulle part à l'heure d'Alexandra Cismondi, mise en scène Alexandra Cismondi, Ciné 13 Théâtre
- 2014 : Orphelins de Dennis Kelly, mise en scène Chloé Dabert, Théatre de Lorient CDDB - tournée
- 2016 : Chat en Poche de Feydeau, mise en scène Frédéric Bélier-Garcia, Centre Dramatique National Pays de la Loire
- 2019 : Palace sur scène[6], adaptation de la série télévisée Palace, de Jean-Michel Ribes et Jean-Marie Gourio, mise en scène Jean-Michel Ribes, théâtre de Paris
- 2022 : La Cuisse du steward de Jean-Michel Ribes, mise en scène Mériam Korichi et Joséphine de Meaux, théâtre du Rond-Point
- 2024 : Projection privée de Rémi De Vos, mise en scène Jean-Michel Ribes, Théâtre du Petit-Saint-Martin

### Mise en scène
- 2011 : La Pyramide de Copi, Théâtre des 5 diamants
- 2007 : L'Équilibre de la croix de Valère Novarina, au Théâtre de Vincennes
- 2005 : L'Échange de Paul Claudel, co-mise en scène par Mériam Korichi, au Théâtre d'Auxerre et Théâtre de Rungis
- 2003 : Médée ou je ne t'aime plus mercredi d'après Euripide, en tournée
- 2002 : Le Roi Cerf d'après Carlo Gozzi

## Distinctions

### Décorations
- Chevalière de l'ordre des Arts et des Lettres

### Récompenses
- 2006 : Reblochon d'Or de la Meilleure Actrice dans Nos jours heureux lors du festival international du film de comédie de l'Alpe d'Huez

### Nominations
- 2009 : Meilleure jeune comédienne dans Tellement proches lors des Close Up - Gros Plan sur les jeunes talents du cinéma français
- 2011 : Compétition seconds rôles féminins dans Poupoupidou lors du Festival Jean Carmet des Seconds Rôles
- 2015 : Compétition dans La Vie en grand lors du Festival Jean Carmet des seconds rôles